# Weltausstellung Paris 1867
Die Weltausstellung 1867 (Exposition universelle d’Art et d’industrie) fand in Paris vom 1. April 1867 bis zum 3. November 1867 auf dem Marsfeld (Champ de Mars) statt. 32 Länder mit insgesamt 52.200 Ausstellern nahmen teil. Die Ausstellungsfläche betrug 66,8 Hektar. Als Neuheiten wurden ein hydraulischer Fahrstuhl und Stahlbeton vorgestellt.

## Geschichte

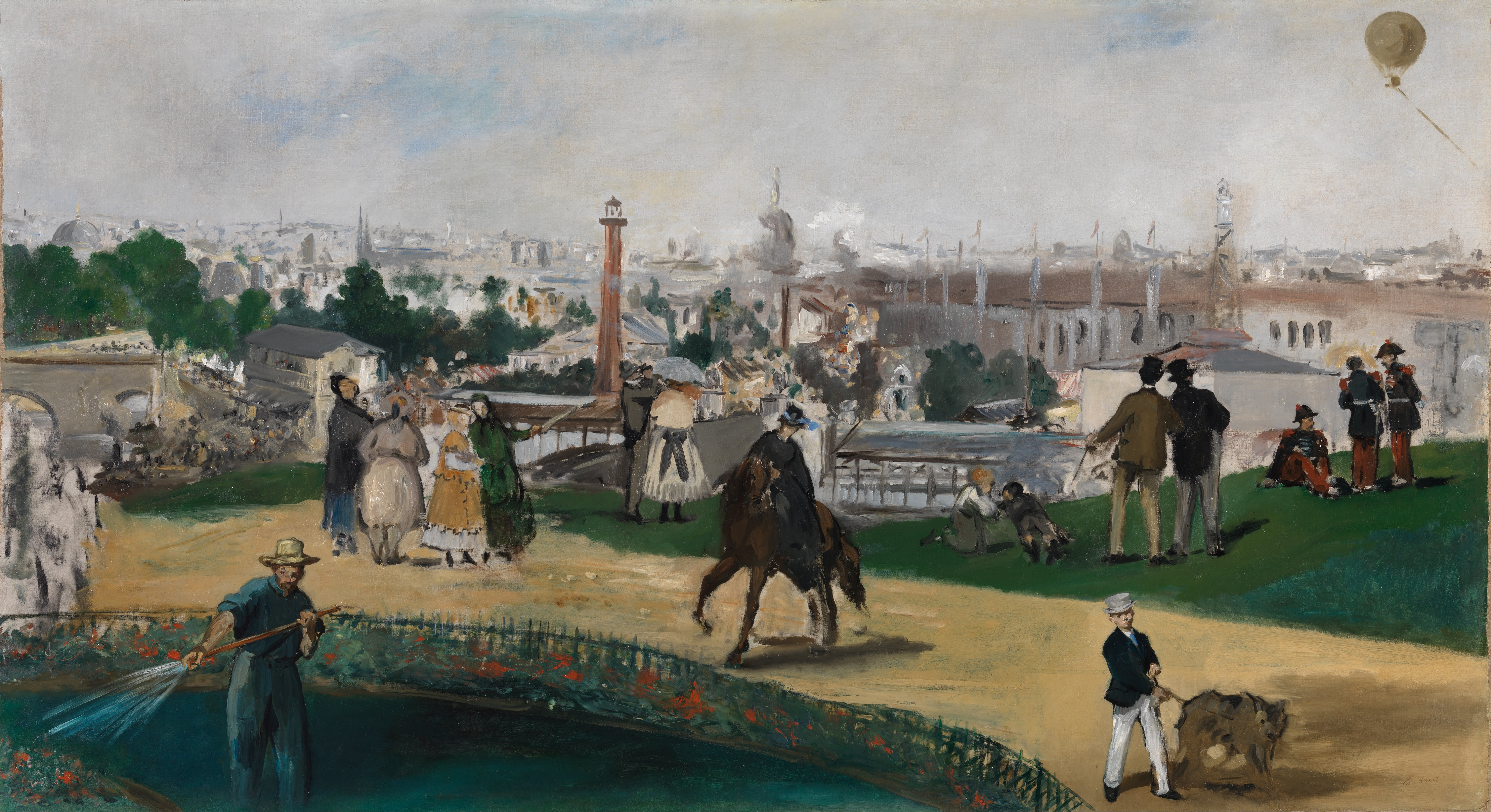
Édouard Manet, Vue de l’exposition de 1867

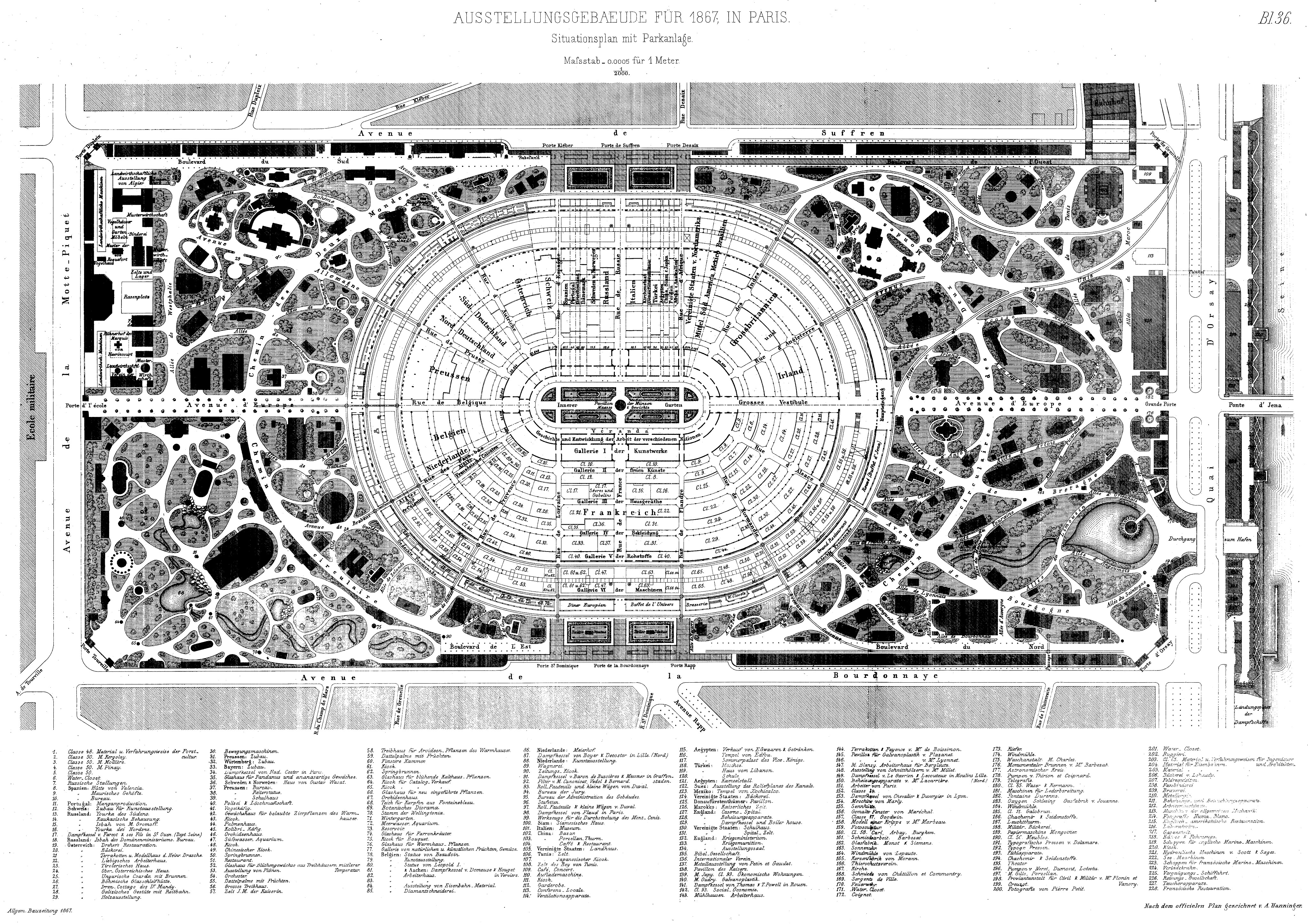
Ausstellungsgebaeude für 1867 in Paris, Situationsplan mit Parkanlage

1864 beschloss Napoléon III. diese zweite Weltausstellung seines Regimes. Hatte die erste während des Krimkrieges stattgefunden, bildete die Ausstellung von 1867 einen letzten Höhepunkt des zweiten Kaiserreiches. Gioachino Rossini schrieb eine „Hymne an Napoleon III und sein wackeres Volk“ als offizielle Ausstellungshymne.
Der Ingenieur Jean-Baptiste Krantz (1817–1899) leitete ab 1865 gemeinsam mit dem Architekten Léopold Hardy (1829–1894) den Bau des riesigen ovalen Ausstellungsgebäudes am Marsfeld, 26.000 Arbeiter waren daran beteiligt. Rund um den Riesenbau im Ausmaß von 490 m mal 380 m gruppierten sich etwa hundert kleinere Pavillons mit den Gebäuden der teilnehmenden Nationen: darunter ein Minarett, ein tunesisches Kaffeehaus, ein chinesisches Teehaus, eine niederländische Molkerei und hölzerne russische Bauernhäuser.
Die Gestaltung des Erholungsparks mit Grotten, Kaskaden und Gewächshäusern oblag Jean-Charles Alphand und Jean-Pierre Barillet-Deschamps (1824–1873). Gustave Eiffel gestaltete die Maschinenhalle (Galerie des machines).
Während der Weltausstellung erhielt das Pariser Familienunternehmen Léon & Lévy die Konzession, Stereoskopien von der Weltausstellung anzufertigen – ihre Arbeiten wurden mit der Großen Goldmedaille des (französischen) Kaisers ausgezeichnet. Allerdings war Pierre Petit zum offiziellen Fotografen ernannt worden.

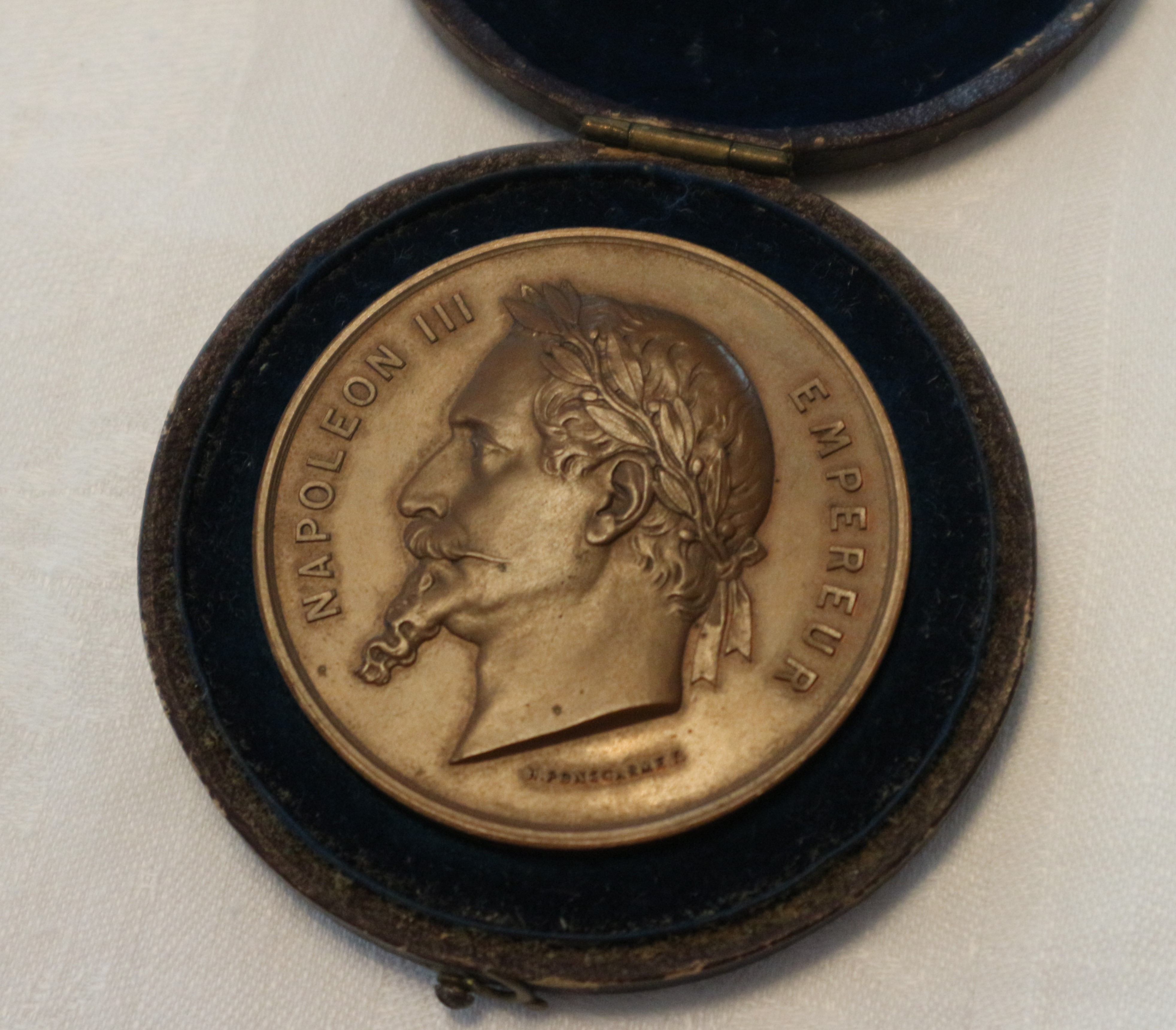
Medaille zur Weltausstellung Paris (1867) von dem Medailleur Hubert Ponscarme.

Die französischen Kolonien und Einflussgebiete Marokko, Tunesien und Algerien wurden im zentralen Ausstellungspalast in ihrem exotischen Reiz präsentiert, technologisch erregte das Leichtmetall Aluminium viel Aufsehen, aber auch eine größere Menge des Elements Indium aus derselben Hauptgruppe wurde erstmals gezeigt. Der Ägyptologe Auguste Mariette zeigte im „Ägyptischen Park“ seine Forschungsresultate, Elisha Graves Otis, Charles und Norton Otis präsentierten ihren bahnbrechenden Sicherheitsaufzug. Der Flugkolbenmotor von Nikolaus Otto und Eugen Langen gewann eine Goldmedaille. An der Ausstellung waren über 30 Lokomotiven zu sehen (siehe Liste von Lokomotiven auf der Weltausstellung Paris 1867).
Die Weltausstellung wurde von zehn Millionen Schaulustigen besucht, darunter waren zahlreiche Berühmtheiten wie Hans Christian Andersen, Mark Twain und Jules Verne sowie Regenten wie der russische Zar, der bayerische König Ludwig II., der osmanische Sultan Abdülaziz oder der ägyptische Vizekönig Ismail Pascha.
Aus Anlass dieser Weltausstellung befuhren die ersten Bateaux mouche die Seine.